# Avenue Christophe-Colomb
Avenue Christophe-Colomb – ulica w Montrealu, przebiega na osi północ-południe. Przecina dzielnice Le Plateau-Mont-Royal, Rosemont–La Petite-Patrie, Villeray–Saint-Michel–Parc-Extension oraz Ahuntsic-Cartierville. Ma charakter rezydencjalny na południe od Rue Villeray, natomiast na północy tworzy obszerny bulwar. Nazwa ulicy została nadana 20 grudnia 1897 roku, na cześć odkrywcy Krzysztofa Kolumba.